# 德罗讷河畔圣梅阿尔
德羅訥河畔圣梅阿尔（法語：Saint-Méard-de-Drône，法語發音：[sɛ̃ meaʁ də dʁon]）是法国多尔多涅省的一个市镇，位于该省中西部，属于佩里格区。

## 地理
德罗讷河畔圣梅阿尔（45°14'57"N, 0°25'19"E）面积8.95 平方千米，位于法国新阿基坦大区多爾多涅省，该省份为法国西南部内陆省份，是法國本土面积第三大的省，大致对应佩里戈尔地区，北起顺时针与夏朗德省、上维埃纳省、科雷兹省、洛特省、洛特-加龙省、吉倫特省和滨海夏朗德省接壤。
与德罗讷河畔圣梅阿尔接壤的市镇（或旧市镇、城区）包括：塞勒、杜沙普、圣维克托、德罗讷河畔圣帕尔杜、圣马丹德里贝拉克、里贝拉克、维勒图雷。

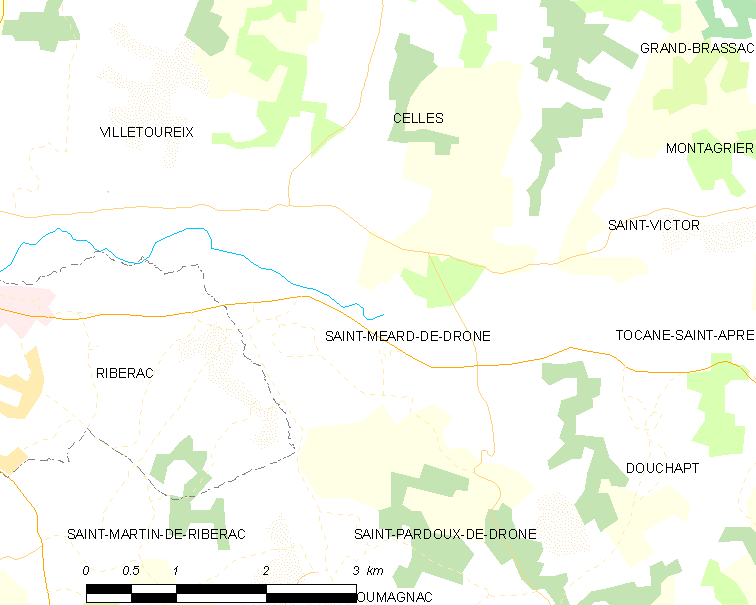
德罗讷河畔圣梅阿尔的OSM定位图

德罗讷河畔圣梅阿尔的时区为UTC+01:00、UTC+02:00（夏令时）。

## 行政
德罗讷河畔圣梅阿尔的邮政编码为24600，INSEE市镇编码为24460。

## 政治
德罗讷河畔圣梅阿尔所属的省级选区为里贝拉克县。

## 人口

1962-2008年间德罗讷河畔圣梅阿尔人口变化图示

德罗讷河畔圣梅阿尔于2022年1月1日时的人口数量为489人。